# Joseph Bilczewski
Pour les articles homonymes, voir Saint Joseph.
Joseph Bilczewski - ou Józef Bilczewski - (° 26 avril 1860 - † 20 mars 1923), archevêque de rite latin de Lwów. Il eut un grand souci des plus pauvres et fut un artisan de réconciliation entre Polonais, Ukrainiens, Russes et Autrichiens. Il lança de nombreuses initiatives pour former son clergé et les fidèles, et fut surnommé « l’apôtre de l’Eucharistie ». Il est vénéré comme saint par l'Église catholique, et fêté le 20 mars.

## Biographie

### Études et sacerdoce
Józef Bilczewski est né le 26 avril 1860 à Wilamowice, à l'époque dans le diocèse de Cracovie actuellement en Ukraine, dans une famille rurale de neuf enfants dont il était l'aîné.
Il fit ses études au lycée de Wadowice et obtint le baccalauréat en 1880. Il entra alors au séminaire de Cracovie et fut ordonné prêtre en 1884 par le cardinal Dunajewski.
Dès le début de son sacerdoce, il effectua d'importantes études théologiques, tout en restant très proche de ses fidèles. Il obtint un doctorat en théologie en 1886 à l'université de Vienne et se spécialisa alors dans la théologie dogmatique et l'archéologie chrétienne.
En 1890, il rejoignit l'université de Cracovie et l'année suivante celle de Lwów où il exerça en tant que professeur de théologie dogmatique. Il fut recteur de l'université, puis doyen, et écrivit de nombreux ouvrages d'archéologie et d'histoire de l'Église.
Toutefois, Józef Bilczewski est toujours resté un homme de prière, les offices, et tous les autres exercices de piété tenant une très grande place dans ses journées, au même titre que le souci des autres, la catéchèse et la direction spirituelle de ses étudiants.

### Luttes
Le siège métropolitain de Lwów (Lemberg), capitale de la Galicie, étant vacant, il fut demandé à l'empereur François-Joseph Ier d'Autriche de proposer Józef Bilczewski comme candidat à ce poste. Le Pape Léon XIII accepta, et le nomma archevêque de Lwów en 1900.
Il y mit toutes ses forces au service de la doctrine sociale de l'Église, fondant des journaux, et soutenant les mouvements de protection sociale des ouvriers qui naissaient. Il consacra l'église Sainte-Élisabeth de Lwów en 1911.
Lors du conflit polono-ukrainien (1918-1919), il s'efforça de faire cesser les luttes fratricides entre les peuples, puis, il défendit vigoureusement l'Église contre le bolchévisme, de même pendant la guerre polono-soviétique entre 1918 et 1921.
Pendant tous ces épisodes douloureux, Józef Bilczewski intervint auprès des autorités en place pour défendre les populations qui souffraient des conflits : Polonais, Ukrainiens et Juifs, sans acception de personne, quelle que soit la confession professée. Il fut alors réellement considéré comme « l'icône vivante du Bon Pasteur ».
Sa santé était déjà précaire, et toutes les fatigues engendrées par ces luttes constantes l'avaient encore plus affaiblie. Il mourut le 20 mars 1923, et fut enterré dans le cimetière des indigents, selon ses dernières volontés.

## Béatification - canonisation
- Józef Bilczewski a été béatifié le 26 juin 2001 par le Pape Jean-Paul II à Lviv[3],[4] ;
- Il fut canonisé le 23 octobre 2005 par Benoît XVI en même temps que[4] :
  - Gaétan Catanoso
  - Félix de Nicosie
  - Zygmunt Gorazdowski
  - Alberto Hurtado

Ces canonisations, qui étaient les premières du pontificat de Benoît XVI, ont eu lieu au terme du synode sur l'Eucharistie et de la Journée mondiale des Missions.
Il est commémoré le 20 mars selon le Martyrologe romain.

## Citations
- De Edward Nowak secrétaire de la congrégation pour les Causes des saints :

« De sa personne, émanait une certaine fascination, une grande force spirituelle, avec laquelle il désarmait jusqu’à ses adversaires. Il a été un pasteur « priant », il priait tant ! Il avait une considération particulière pour le sacrement de l’Eucharistie, au point qu’il a été appelé « l’apôtre de l’Eucharistie ».
- Du Pape Benoît XVI :

« La sainteté de Józef Bilczewski peut être décrite en trois mots : prière, travail, abnégation »

## Sources
- Osservatore Romano : 2001, no 27, p. 6-7  -  2005, no 43, p. 1-3.24
- Documentation Catholique : 2001, no 15, p. 741-744